# Treimani
Treimani (tyska: Dreimansdorf) är en ort i sydvästra Estland. Den ligger i Häädemeeste kommun och landskapet Pärnumaa, 170 km söder om huvudstaden Tallinn. Den ligger på estländska kusten vid Rigabukten och strax norr om gränsen mot Lettland. Antalet invånare är 191.
Runt Treimani är det mycket glesbefolkat, med 4 invånare per kvadratkilometer. Närmaste större samhälle är Häädemeeste, 19 km norr om Treimani. I omgivningarna runt Treimani växer i huvudsak blandskog.